# محمد بن فيالة

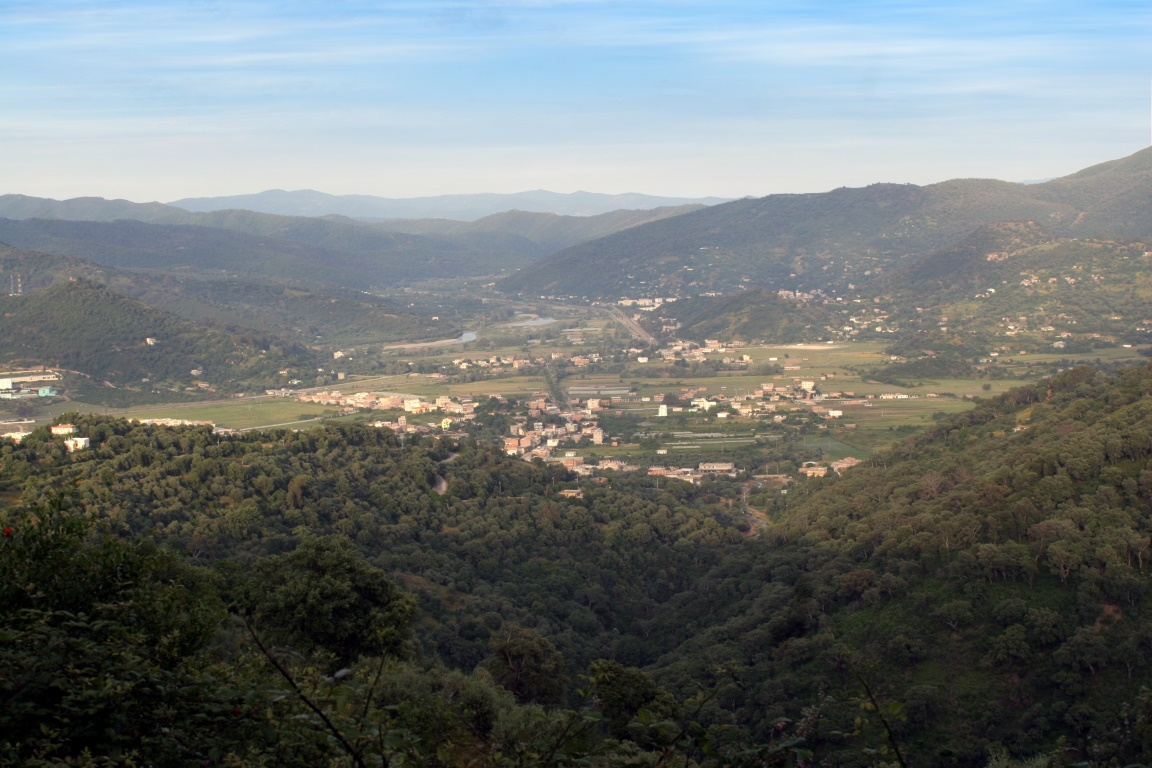
جبال بني حبيبي، منشأ محمد بن فيالة ونقطة انطلاق ثورته.

محمد بن فيالة (مواليد 1827م) هو أحد رموز المقاومة الشعبية الجزائرية ضد فرنسا. ولد محمد في منطقة قبائل “بني حبيبي” لعائلة متدينة صوفية، وتعلم الفروسية والقتال في شبابه. استكمل ثورة المقراني في منطقته سنة 1871م بجمع المقاومين وشن هجمات مباغتة ضد المعسكرات الفرنسية ومستوطناتهم ومنشآتهم مثل السكك الحديدية، ووسع مقاومته لتشمل مناطق أخرى مجاورة لبلدته.

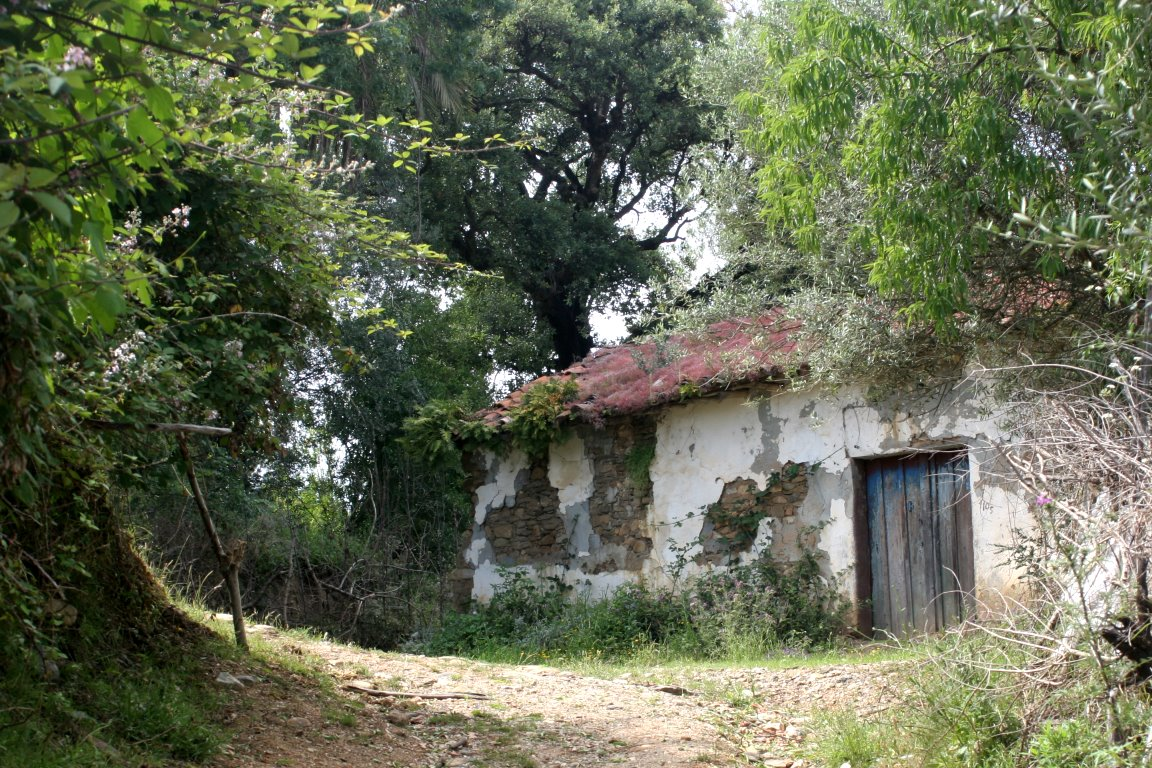
بيت محمد بن فيالة لا يزال قائمًا إلى اليوم في بلدية الجمعة بني حبيبي، ولاية جيجل.

باغتت القوات الفرنسية مقر زاويته يوم 21 أغسطس 1871 بمساعدة بعض الخونة، وتمكنت من إلقاء القبض عليه واقتادته أسيرًا إلى سجونها.==مقدمـة ==
ذكر علي خنوف في كتابه تاريخ منطقة جيجل قديما وحديثا: «سي محمد بن فيالة: تقول عنه التقارير الفرنسية أنه أخطر ثائر في المنطقة الشرقية، وقد ذكر اسمه في كل المحاكمات التي جرت بعد فشل الثورة، وهو مقدم زاوية سيدي وارث قرب سوق الجمعة، كما عمل قاضيا لعرش بني حبيبي»، وقد أسهب المؤلف في ذكر أحداث ثورة 1871في منطقة جيجل والشمال القسنطينيي بقيادة كل من القائدين محمد بن فيالة والحسين بن أحمد.[بحاجة لمصدر]

## نسبه
هو محمد بن بلقاسم بن إبراهيم بن عبد القادر بن مبارك بن أحمد بن محمد بن مبارك المجذوب بن أحمد بن الصالح بن محمد بن أحمد العابد بن علي بن محمد بن عبد الرزاق بن علي بن عبد الصمد بن علي بن سليمان بن منصور بن عبد الصمد بن عبد السلام بن مشيش بن أبي بكر بن علي بن محمد المدعو حرمة بن عيسى بن سليمان الملقب سلاَّم بن مزوار بن علي الملقب حيدرة بن محمد بن ادريس الأصغر بن ادريس الأكبر بن عبد الله المحضر بن الحسن الأصغر بن الحسن السبط بن علي بن أبي طالب.